# Liegi-Bastogne-Liegi 1912
La Liegi-Bastogne-Liegi 1912, settima edizione della corsa, fu disputata il 15 settembre 1912 per un percorso di 257 km. Fu vinta dal belga Omer Verschoore, giunto al traguardo in 8h35'00" alla media di 29,940 km/h, precedendo i connazionali Jacques Coomans e André Blaise. 
Dei 18 ciclisti alla partenza coloro che portarono a termine la gara al traguardo di Liegi furono 10.

## Ordine d'arrivo (Top 10)
| Pos. | Corridore       | Squadra | Tempo    |
| ---- | --------------- | ------- | -------- |
| 1    | Omer Verschoore | -       | 8h35'00" |
| 2    | Jacques Coomans | Thomann | s.t.     |
| 3    | André Blaise    | -       | a 2'30"  |
| 4    | François Dubois | -       | a 8'00"  |
| 5    | Victor Fastre   | -       | a 10'00" |
| 6    | Louis Mottiat   | Thomann | s.t.     |
| 7    | Auguste Lambot  | -       | a 12'00" |
| 8    | Achille Depauw  | -       | a 16'00" |
| 9    | Louis Petitjean | -       | a 19'00" |
| 10   | Maurice Kreutz  | -       | a 45'00" |